# Emarginazione
L'emarginazione (astratto di emarginare, in origine termine burocratico col significato di "annotare sui margini", e poi, in generale, "porre ai margini") è uno status o condizione, individuale o collettivo, di esclusione dai rapporti sociali, e può giungere fino alla negazione dei diritti civili.
- L'emarginazione sociale è una situazione di disagio materiale e sociale della formazione sociale, che rientra nel concetto legale di esclusione sociale, ed è molto relazionata alle situazioni di povertà e alla discriminazione.
- L'emarginazione individuale è una situazione di disagio psichico e sociale dell'individuo caratterizzata da un non volontario isolamento individuale, ed è molto relazionata all'elemento del carattere psichico che è la introversione, ed alla discriminazione.

La marginalità è quindi uno Status sociale nel quale un soggetto viene collocato a causa dei suoi comportamenti devianti o a causa dei pregiudizi sociali che le sue particolari caratteristiche o condizioni scatenano nella collettività. Si arriva a una tale condizione, difficilmente mutabile, attraverso un processo di emarginazione, che si attua tramite la stigmatizzazione e l'allontanamento, alla fine del quale il soggetto arriva a percepire se stesso come un emarginato, impossibilitato a modificare tale condizione.

## Cause dell'emarginazione individuale
Tra le cause altre della emarginazione individuale:
- Conflitto personale, conflitto familiare, conflitto sociale.
- Pregiudizi personali, culturali, di gruppo.
- Ignoranza delle situazioni o delle conseguenze di tali situazioni.

Anche quando l'emarginazione ha come causa principale fattori di tipo economico, la responsabilità dei singoli e/o dei gruppi sociali e delle loro azioni o inazioni è da considerarsi un fattore attivo di produzione dell'emarginazione stessa. L'emarginazione può essere grave o semigrave.
Alcune delle cause che producono emarginazione e auto-emarginazione:
- Separazioni familiari,
- Perdita del lavoro,
- Perdita dell'alloggio,
- Indigenza economica,
- Disturbi psichici,
- Violenze subite,

Si può affermare che nei casi di auto-emarginazione risieda un forte rifiuto della società come tale, com'è,  che, originandosi dalla impossibilità di risolvere le proprie problematiche esistenziali (economiche, familiari, personali), sfocia in una giustificazione del proprio status che viene elaborata a supporto della possibilità di sopravvivenza (mentale).

## Forme gravi di emarginazione
Esistono forme di emarginazione che sono ancora più gravi perché sono prodotte dal pregiudizio, dall'ignoranza, dall'azione attiva di gruppi e persone verso altri gruppi e altre persone. Esse sono:
- Il pregiudizio sull'origine delle persone (o razzismo),
- Il rifiuto verso gli aderenti a religioni o confessioni diverse dalla propria,
- La discriminazione verso l'appartenenza ad un sesso o verso scelte di relazione affettiva (principalmente verso gli omosessuali),
- Il disconoscimento verso le persone diversamente abili,
- Il timore che produce distanza verso gli ammalati,
- Il disprezzo verso altri gruppi sociali, quali ad esempio:
  - i nomadi
  - i nativi.

## Effetto Pigmalione e Teorema di Thomas
L'effetto Pigmalione e il Teorema di Thomas consistono nel circolo vizioso per cui l'espressione di un determinato pregiudizio su un individuo o un gruppo di individui, li influenza o ne influenza il contesto sociale al punto che essi possono finire per rispecchiare realmente tali giudizi, unicamente per come verranno trattati a causa delle premesse vincolanti. 
Un esempio sociale negativo di tale effetto, comportante emarginazione, può essere la calunnia: se si attribuiscono arbitrariamente o si esagerano delle caratteristiche negative di un individuo (per esempio, di incapacità sociale), il gruppo potrebbe essere più diffidente e meno disposto ad allacciare rapporti con lui. Egli a sua volta, vedendosi trattato con più freddezza o scherno, può essere portato a chiudersi in sé stesso o a reagire aggressivamente, andando a confermare la premessa iniziale che fosse asociale o indesiderato agli altri, venendo così "legittimamente" escluso dal circolo sociale.
Un altro esempio riguarda il razzismo: in una nazione si ritiene che una minoranza etnica sia maggiormente propensa alla criminalità. Per pregiudizio può capitare che i membri di questa minoranza vengano stigmatizzati o allontanati sul posto di lavoro. Come conseguenza i membri emarginati di questa minoranza potrebbero ritrovarsi a condurre un tenore di vita basso ed essere costretti a compiere furti per sopravvivere, andando così a confermare il pregiudizio iniziale anche nei casi in cui non vi sono reali criminali.

## Forme criminali
La diffusione di una "cultura" dell'emarginazione verso individui o verso gruppi sociali può sfociare in comportamenti criminali anche estremamente gravi.
Le persone, i gruppi o - addirittura - le autorità statali che commettono certi crimini si basano, per le loro azioni, nella convinzione di un supposto consenso sociale.
Così è avvenuto anche per (elenco non esaustivo riportato a solo titolo esemplificativo):
- La persecuzione contro gli ebrei e altri gruppi, portata avanti principalmente dal nazi-fascismo;
- Le persecuzioni razziali nei confronti delle etnie non caucasiche in Sudafrica, negli Stati Uniti e in altre aree;
- La pulizia etnica nella guerra dell'ex Jugoslavia e durante la guerra civile in Ruanda;
- Gli omicidi e i ferimenti contro omosessuali.